# Madascincus nanus
Espèce
Synonymes
- Amphiglossus nanus Andreone & Greer, 2002

Statut de conservation UICN

 VU B1ab(iii) : Vulnérable
Madascincus nanus est une espèce de sauriens de la famille des Scincidae. C'est le plus petit des Scincinés : sa Longueur Museau-Cloaque, c'est-à-dire sa longueur du corps sans la queue, est  de 29 mm.

## Répartition
Cette espèce est endémique du Nord-Est de Madagascar.

## Publication originale
- Andreone & Greer, 2002 : Malagasy scincid lizards: descriptions of nine new species, with notes on the morphology, reproduction and taxonomy of some previously described species (Reptilia, Squamata: Scincidae). Journal of Zoology (London), vol. 258, p. 139-181.